# Eric Kress
Eric Kress, född 25 mars 1962 i Zürich, är en dansk filmfotograf.
Han har nominerats till sammanlagt tre Guldbaggar i kategorin Bästa foto: 2008 för Arn – Tempelriddaren, 2010 för fotot till Män som hatar kvinnor och 2014 för Monica Z.

## Filmfoto (i urval)
- 1998 – Beck – Spår i mörker
- 2002 – Den 5:e kvinnan
- 2004 – Försvarsadvokaterna (TV-serie)
- 2004 – Örnen (TV-serie)
- 2005 – Steget efter
- 2005 – Wallander – Mastermind
- 2007 – Arn – Tempelriddaren
- 2009 – Män som hatar kvinnor
- 2013 – Monica Z
- 2014 – Taken 3
- 2019 – Den som dräper – Mörkret (TV-serie)
- 2020 – Morden i Helsingör (TV-serie)
- 2021 – Max Anger – With one eye open (TV-serie)